# NHL 15

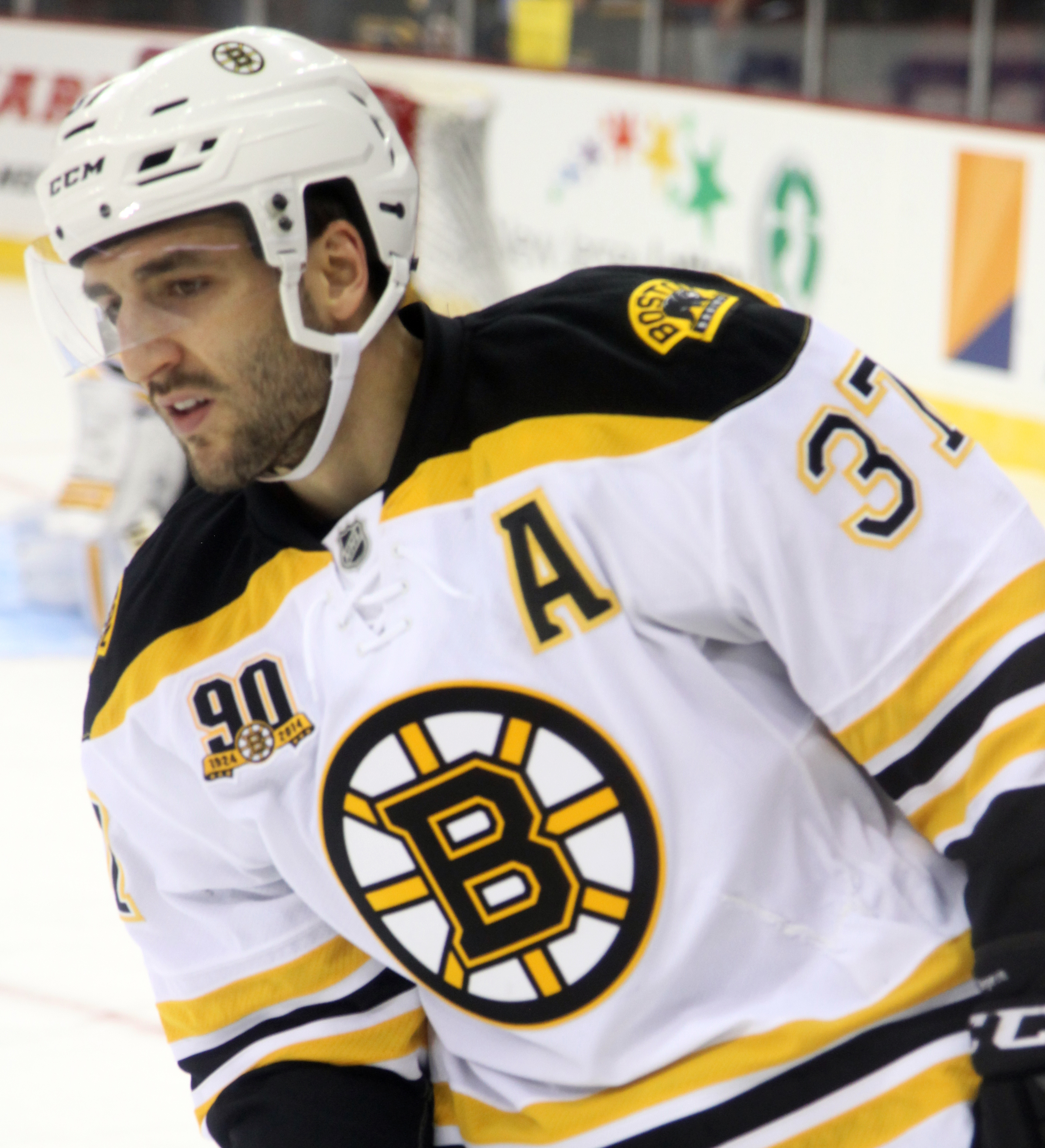
Patrice Bergeron i Boston Bruins är med på spelets officiella omslag.

NHL 15 är ett ishockeyspel till Playstation 4, Xbox One, Playstation 3 och Xbox 360 utvecklat av EA Canada och utgivet av EA Sports.

## Funktioner
Många funktioner är exklusiva i nästa generations-versioner (Xbox One och Playstation 4) och finns inte med i föregående generations-versioner (Xbox 360 och Playstation 3).
- NHL Collision Physics: är EA:s förnyade spelarfysik där en av nyheterna är att samtliga 12 spelare påverkas av fysiken, i den tidigare versionen påverkades inte alla 12.[1]
- Puckfysiken förändras och blir så realistisk som möjligt.[1]
- Nytt modelleringssystem för spelare och utrustning införs.[1]
- Authentic NHL arenas: för nästa generations-versioner har EA återskapat 28 av 30 NHL-lagens arenor i ingående detalj, (Carolinas och Chicagos arenor är exkluderade), vilket gör varje arena unik och möjliggör större publik.[1]
- NBC Sports Game Day Presentation: Som en del i ett nytt partnerskap med NBC Sports, får spelet ett TV-sändningspaket som är väldigt likt NHL on NBC.[1]
- Nya kommentatorer: Gary Thorne och Bill Clement ersätts av Mike "Doc" Emrick och Ed "Eddie" Olczyk. Dessutom är TSN:s analytiker Ray Ferraro på plats mellan spelarbänkarna.[1]
- Levande folkmassor: Publiken är mer levande med enstaka personer som håller i skyltar med spelares namn, bär kostym och reagerar autentiskt på matcher.[1]

## Lag och ligor
Spelet inkluderar ligorna NHL, AHL (Nordamerika), FM-ligan (Finland), SHL (Sverige), Extraliga (Tjeckien), Deutsche Eishockey Liga (Tyskland) och NLA (Schweiz). Dessutom innehåller spelet CHL som omfattar QMJHL, OHL och WHL. Spelet har lag från 2008 års CHL/NHL Top Prospects Game.
AIK Ishockey blir ersatt av Djurgården Hockey efter att laget kvalificerades till SHL i kvalserien 2014. Phoenix Coyotes byter namn till Arizona Coyotes. Andra nya lag är Adirondack Flames och Lehigh Valley Phantoms. Vasa Sport ersätter Jokerit i FM-ligan eftersom Jokerit spelar numera i KHL.
Landslag finns med men har inte officiella matchtröjor. Detta på grund av att Electronic Arts inte har licens av International Ice Hockey Federation.

## Omslag
| Mottagande      | Mottagande                 |
| Samlingsbetyg   | Samlingsbetyg              |
| Tjänst          | Betyg                      |
| --------------- | -------------------------- |
| Gamerankings    | (PS4) 60.38% (XONE) 73.29% |
| Metacritic      | (PS4) 60/100 (XONE) 70/100 |
| Recensionsbetyg |                            |
| Publikation     | Betyg                      |
| Game Informer   | 5.5/10                     |
| Game Revolution | [ 7 ]                      |
| Gamespot        | 5/10                       |
| Gamesradar      | [ 9 ]                      |
| Gametrailers    | 7.8/10                     |
| IGN             | 7/10                       |
| Hardcore Gamer  | 2.5/5                      |
| FZ              | 3/5                        |

Den 5 maj 2014 inleddes en omröstning där folk röstade på vem som skulle vara med på spelets officiella omslag. Omröstningen hade inledningsvis åtta NHL-spelare som sedan eliminerades i omgångar. Till slut stod det mellan P. K. Subban i Montreal Canadiens och Patrice Bergeron i Boston Bruins. Den 24 juni 2014 på NHL:s gala i Encore Theater i Wynn Las Vegas meddelades att vinnaren blev Patrice Bergeron. Hela omröstningen hade totalt över tio miljoner röster från hela världen.
Den 10 november 2014 släpptes specialutgåvor i Sverige med spelare från Svenska Hockeyligan på omslaget efter omröstningar, spelare som fick vara med blev Niclas Andersén i Brynäs IF, Mikael Tellqvist i Djurgården Hockey, Robin Figren i Frölunda HC, Fredrik Pettersson-Wentzel i Färjestad BK, Mattias Tedenby i HV71, Jens Bergenström i Leksands IF, Chad Kolarik i Linköping HC, Per Ledin i Luleå HF, Samuel Påhlsson i Modo Hockey, Erik Forssell i Skellefteå AIK, Tomi Kallio i Växjö Lakers HC och Jared Aulin i Örebro HK.

## Musik
| Artist                | Sång                                                   |
| --------------------- | ------------------------------------------------------ |
| 1985                  | "Time Of Your Life"                                    |
| Bear Hands            | "Giants"                                               |
| Benny Benassi         | "Control feat. Gary Go"                                |
| Close Your Eyes       | "Chain Gang"                                           |
| Death from Above 1979 | "Trainwreck 1979"                                      |
| Empires               | "How Good Does It Feel"                                |
| Every Time I Die      | "El Dorado"                                            |
| Fall Out Boy          | "My Songs Know What You Did In The Dark (Light Em Up)" |
| Franc Wyte            | "What I'm Talking 'Bout"                               |
| Heroes X Villains     | "TWERK"                                                |
| Holy Fever            | "Find Your Fame"                                       |
| Madeon                | "The City"                                             |
| Max Frost             | "White Lies"                                           |
| Plague Vendor         | "Black Sap Scriptures"                                 |
| Porter Robinson       | "Sea Of Voices"                                        |
| Pup                   | "Lionheart"                                            |
| Red Sky Nose          | "She Don't Know"                                       |
| Summer of '69         | "Come And Get It"                                      |
| The Graveltones       | "Forget About The Trouble"                             |
| The Night Marchers    | "Fisting The Fanbase"                                  |
| The Wyld              | "Odyssey"                                              |
| Wolf Rider            | "From Where You Are"                                   |
| Wolfmother            | "How Many Times"                                       |
| Young the Giant       | "My Body"                                              |
| Volbeat               | "Dead But Rising"                                      |